# Метличина (област Кърджали)
Вижте пояснителната страница за други значения на Метличина.
Метличина е село в Южна България. То се намира в община Кирково, област Кърджали.

## География
Село Метличина се намира в източната част на Родопите. Надморската височина е около 380 м.. През селото минава път I-508, по който на север се достигат Джебел на 17 км и Кърджали на 38 км. На един километър южно се намира село Дюлица.

## История
Комисията, работила по преименуването на българските селища през 1931–1932 г. спазва правила при преименуването, сред които е приемане на имена на личности от Българската армия. Така селото е наименувано Генерал Панайотово в прослава на Сава Панайотов Савов и запазва това име до 1947, когато е преименувано на Метличина.

## Население
Преброяване на населението през 2011 г.
Численост и дял на етническите групи според преброяването на населението през 2011 г.:
|                     | Численост | Дял (в %) |
| Общо                | 162       | 100,00    |
| Българи             | 0         | 0,00      |
| Турци               | 162       | 100,00    |
| Цигани              | 0         | 0,00      |
| Други               | 0         | 0,00      |
| Не се самоопределят | 0         | 0,00      |
| Неотговорили        | 0         | 0,00      |

## Религии
В селото има джамия.

## Други
В селото има детска градина.